# Carro Armato P 40
De Carro Armato P40 of afgekort de P40 is een Italiaanse zware tank uit de Tweede Wereldoorlog.
In 1940 begon de ontwikkeling van de P40 en het eerste prototype was klaar in 1942. De P40 was bewapend met een 75 mm-kanon en een 8 mm-machinegeweer. De bepantsering varieerde van 20 mm aan de bovenkant tot 50 mm aan de voorkant. In totaal woog de tank 26 ton. Hoewel de P40 werd aangeduid als een zware tank waren bewapening, bepantsering en gewicht vergelijkbaar met middelbare tanks van andere landen. De P40 had een dieselmotor, maar de Italiaanse tankindustrie had niet de beschikking over deze motoren met als gevolg dat deze eerst moesten worden ontwikkeld.
De P40 werd in 1943 en 1944 geproduceerd door Ansaldo. Er waren oorspronkelijk 1.200 tanks besteld maar er waren maar 100 gevechtsklare exemplaren toen de productie werd gestopt. Er zouden nog twee varianten van de P40 komen, maar deze plannen zijn nooit uitgevoerd. De Wehrmacht nam de P40's over en gaf de tank de typeaanduiding Panzerkampfwagen P40 737(i).